# Korea Electric Power Vixtorm Volleyball Club 2023-2024
Questa voce raccoglie le informazioni riguardanti il Korea Electric Power Vixtorm Volleyball Club nelle competizioni ufficiali della stagione 2023-2024.

## Stagione
I KEPCO Vixtorm partecipano per la ventesima volta alla V-League, classificandosi al quinto posto. In Coppa KOVO, invece, non riescono a superare la fase a gironi.

## Organigramma societario
Area direttiva
- Presidente: Kim Dong-cheol

Area tecnica
- Allenatore: Kwon Young-min
- Allenatore in seconda: Kang Min-woong, Lee Sun-kyu, Ahn Yo-han

## Rosa
| N° | Nome             | Ruolo | Data di nascita   | Nazionalità sportiva |
| -- | ---------------- | ----- | ----------------- | -------------------- |
| 1  | Seo Jae-duck     | S     | 21 luglio 1989    | Corea del Sud        |
| 2  | Kim Chu-yeng     | P     | 10 agosto 2004    | Corea del Sud        |
| 3  | Park Chul-woo    | C     | 25 luglio 1985    | Corea del Sud        |
| 4  | Thijs ter Horst  | S     | 18 settembre 1991 | Paesi Bassi          |
| 5  | Kim Gwang-guk    | P     | 13 agosto 1987    | Corea del Sud        |
| 6  | Ha Seung-woo     | P     | 2 giugno 1995     | Corea del Sud        |
| 7  | Lee Si-mon       | S     | 9 novembre 1992   | Corea del Sud        |
| 8  | Ahn Woo-jae      | C     | 19 dicembre 1994  | Corea del Sud        |
| 9  | Lim Sung-jin     | S     | 11 gennaio 1999   | Corea del Sud        |
| 10 | Jang Ji-won      | L     | 17 marzo 2001     | Corea del Sud        |
| 11 | Cho Geun-ho      | C     | 23 maggio 1990    | Corea del Sud        |
| 12 | Lee Ji-seok      | L     | 5 febbraio 1998   | Corea del Sud        |
| 13 | Gong Jae-hak     | S     | 27 giugno 1991    | Corea del Sud        |
| 14 | Kang Woo-seok    | S     | 16 gennaio 1999   | Corea del Sud        |
| 15 | Gu Kyo-hyuk      | S     | 9 novembre 2000   | Corea del Sud        |
| 16 | Ryohei Iga       | L     | 29 giugno 1994    | Giappone             |
| 17 | Park Chan-woong  | C     | 13 agosto 1997    | Corea del Sud        |
| 19 | Shin Sung-ho     | S     | 3 febbraio 2001   | Corea del Sud        |
| 20 | Jeong Seong-hwan | C     | 23 febbraio 1996  | Corea del Sud        |
| 21 | Kim Gun-hee      | L     | 21 luglio 2002    | Corea del Sud        |
| 23 | Shin Yung-suk    | C     | 4 ottobre 1986    | Corea del Sud        |
| 30 | Lee Tae-ho       | O     | 16 agosto 2000    | Corea del Sud        |
| 96 | Kim Dong-young   | O     | 2 luglio 1996     | Corea del Sud        |

## Mercato
| Acquisti | Acquisti       | Acquisti           | Acquisti   |
| R.       | Nome           | da                 | Modalità   |
| -------- | -------------- | ------------------ | ---------- |
| S        | Kim Gun-hee    | Kyonggi University | definitivo |
| O        | Kim Dong-young | Sangmu             | definitivo |
| L        | Ryohei Iga     | Panasonic Panthers | definitivo |
| S        | Shin Sung-ho   | Myongji University | definitivo |
| S        | Lee Si-mon     | Sangmu             | definitivo |

| Cessioni | Cessioni        | Cessioni | Cessioni   |
| R.       | Nome            | a        | Modalità   |
| -------- | --------------- | -------- | ---------- |
| L        | Kim Gang-nyeong | -        | ritirato   |
| C        | Park Ji-yoon    | Sangmu   | definitivo |
| O        | Woo Byeong-heon | -        | ritirato   |
| P        | Lee Min-wook    | -        | ritirato   |

## Risultati

### V-League

#### Regular season

##### Round 1
| 17 ottobre 2023 Suwon Gymnasium, Suwon     | KEPCO Vixtorm     | 2 - 3 | KB Stars           | 27-25, 25-23, 21-25, 24-26, 11-15 |
| 20 ottobre 2023 Sangnoksu Gymnasium, Ansan | OK Okman          | 3 - 1 | KEPCO Vixtorm      | 16-25, 25-20, 25-17, 25-16        |
| 26 ottobre 2023 Suwon Gymnasium, Suwon     | KEPCO Vixtorm     | 3 - 2 | Hyundai Skywalkers | 22-25, 25-23, 18-25, 27-25, 15-13 |
| 29 ottobre 2023 Suwon Gymnasium, Suwon     | KEPCO Vixtorm     | 0 - 3 | Woori WON          | 18-25, 21-25, 23-25               |
| 2 novembre 2023 Suwon Gymnasium, Suwon     | KEPCO Vixtorm     | 0 - 3 | Korean Air Jumbos  | 22-25, 22-25, 19-25               |
| 5 novembre 2023 Chungmu Gymnasium, Daejeon | Samsung Bluefangs | 3 - 0 | KEPCO Vixtorm      | 28-26, 25-21, 25-22               |

##### Round 2
| 9 novembre 2023 Jangchung Arena, Seul           | Woori WON         | 3 - 1 | KEPCO Vixtorm      | 25-21, 25-23, 19-25, 25-20  |
| 14 novembre 2023 Suwon Gymnasium, Suwon         | KEPCO Vixtorm     | 3 - 0 | OK Okman           | 25-23, 25-22, 25-21         |
| 18 novembre 2023 Gyeyang Gymnasium, Incheon     | Korean Air Jumbos | 1 - 3 | KEPCO Vixtorm      | 22-25, 25-22, 14-25, 28-30, |
| 21 novembre 2023 Suwon Gymnasium, Suwon         | KEPCO Vixtorm     | 3 - 1 | Hyundai Skywalkers | 22-25, 25-22, 25-21, 25-21  |
| 24 novembre 2023 Uijeongbu Gymnasium, Uijeongbu | KB Stars          | 0 - 3 | KEPCO Vixtorm      | 21-25, 27-29, 23-25         |
| 28 novembre 2023 Suwon Gymnasium, Suwon         | KEPCO Vixtorm     | 3 - 1 | Samsung Bluefangs  | 14-25, 25-23, 25-22, 25-20  |

##### Round 3
| 2 dicembre 2023 Suwon Gymnasium, Suwon          | KEPCO Vixtorm      | 3 - 0 | KB Stars          | 25-19, 25-15, 26-24         |
| 8 dicembre 2023 Chungmu Gymnasium, Daejeon      | Samsung Bluefangs  | 0 - 3 | KEPCO Vixtorm     | 22-25, 21-25, 22-25         |
| 13 dicembre 2023 Suwon Gymnasium, Suwon         | KEPCO Vixtorm      | 1 - 3 | Korean Air Jumbos | 25-16, 23-25, 14-25, 23-25, |
| 16 dicembre 2023 Suwon Gymnasium, Suwon         | KEPCO Vixtorm      | 1 - 3 | Woori WON         | 25-27, 21-25, 25-22, 22-25  |
| 21 dicembre 2023 Sangnoksu Gymnasium, Ansan     | OK Okman           | 0 - 3 | KEPCO Vixtorm     | 21-25, 19-25, 15-25         |
| 24 dicembre 2023 Ryu Gwansun Gymnasium, Cheonan | Hyundai Skywalkers | 3 - 0 | KEPCO Vixtorm     | 25-22, 25-15, 25-22         |

##### Round 4
| 28 dicembre 2023 Ryu Gwansun Gymnasium, Cheonan | Hyundai Skywalkers | 3 - 0 | KEPCO Vixtorm     | 25-17, 25-23, 25-20               |
| 1º gennaio 2024 Gyeyang Gymnasium, Incheon      | Korean Air Jumbos  | 2 - 3 | KEPCO Vixtorm     | 25-20, 23-25, 22-25, 25-23, 13-15 |
| 6 gennaio 2024 Suwon Gymnasium, Suwon           | KEPCO Vixtorm      | 1 - 3 | OK Okman          | 25-22, 22-25, 18-25, 19-25        |
| 11 gennaio 2024 Suwon Gymnasium, Suwon          | KEPCO Vixtorm      | 3 - 0 | Samsung Bluefangs | 25-17, 25-22, 25-15               |
| 14 gennaio 2024 Jangchung Arena, Seul           | Woori WON          | 2 - 3 | KEPCO Vixtorm     | 25-17, 19-25, 25-21, 20-25, 9-15  |
| 18 gennaio 2024 Uijeongbu Gymnasium, Uijeongbu  | KB Stars           | 0 - 3 | KEPCO Vixtorm     | 16-25, 20-25, 16-25               |

##### Round 5
| 1º febbraio 2024 Suwon Gymnasium, Suwon        | KEPCO Vixtorm      | 3 - 1 | KB Stars          | 25-23, 25-22, 15-25, 25-22        |
| 4 febbraio 2024 Suwon Gymnasium, Suwon         | KEPCO Vixtorm      | 1 - 3 | Woori WON         | 20-25, 22-25, 25-22, 25-27        |
| 8 febbraio 2024 Ryu Gwansun Gymnasium, Cheonan | Hyundai Skywalkers | 3 - 2 | KEPCO Vixtorm     | 25-22, 19-25, 18-25, 25-17, 15-13 |
| 11 febbraio 2024 Suwon Gymnasium, Suwon        | KEPCO Vixtorm      | 0 - 3 | Korean Air Jumbos | 16-25, 19-25, 17-25               |
| 16 febbraio 2024 Chungmu Gymnasium, Daejeon    | Samsung Bluefangs  | 0 - 3 | KEPCO Vixtorm     | 22-25, 20-25, 23-25               |
| 21 febbraio 2024 Sangnoksu Gymnasium, Ansan    | OK Okman           | 0 - 3 | KEPCO Vixtorm     | 21-25, 28-30, 18-25               |

##### Round 6
| 24 febbraio 2024 Suwon Gymnasium, Suwon      | KEPCO Vixtorm     | 0 - 3 | Hyundai Skywalkers | 19-25, 24-26, 12-25        |
| 27 febbraio 2024 Gyeyang Gymnasium, Incheon  | Korean Air Jumbos | 3 - 0 | KEPCO Vixtorm      | 26-24, 25-22, 29-27        |
| 2 marzo 2024 Jangchung Arena, Seul           | Woori WON         | 3 - 0 | KEPCO Vixtorm      | 25-19, 25-19, 27-25        |
| 7 marzo 2024 Suwon Gymnasium, Suwon          | KEPCO Vixtorm     | 1 - 3 | OK Okman           | 25-22, 20-25, 21-25, 20-25 |
| 13 marzo 2024 Suwon Gymnasium, Suwon         | KEPCO Vixtorm     | 3 - 1 | Samsung Bluefangs  | 26-24, 25-18, 23-25, 25-18 |
| 17 marzo 2024 Uijeongbu Gymnasium, Uijeongbu | KB Stars          | 1 - 3 | KEPCO Vixtorm      | 22-25, 25-18, 22-25, 20-25 |

### Coppa KOVO

#### Fase a gironi
| 1ª giornata - 7 agosto 2023 Park Chung Hee Gymnasium, Gumi  | KEPCO Vixtorm      | 1 - 3 | Samsung Bluefangs  | 25-22, 12-25, 19-25, 19-25 |
| 2ª giornata - 9 agosto 2023 Park Chung Hee Gymnasium, Gumi  | Panasonic Panthers | 3 - 0 | KEPCO Vixtorm      | 25-21, 25-16, 25-19        |
| 3ª giornata - 11 agosto 2023 Park Chung Hee Gymnasium, Gumi | KEPCO Vixtorm      | 1 - 3 | Hyundai Skywalkers | 20-25, 25-18, 22-25, 22-25 |

## Statistiche

### Statistiche di squadra
| Competizione | Punti | In casa | In casa | In casa | In trasferta | In trasferta | In trasferta | Totale | Totale | Totale |
| Competizione | Punti | G       | V       | P       | G            | V            | P            | G      | V      | P      |
| ------------ | ----- | ------- | ------- | ------- | ------------ | ------------ | ------------ | ------ | ------ | ------ |
| V-League     | 53    | 18      | 8       | 10      | 18           | 10           | 8            | 36     | 18     | 18     |
| Coppa KOVO   | -     | -       | -       | -       | -            | -            | -            | 3      | 0      | 3      |
| Totale       | -     | 18      | 8       | 10      | 18           | 10           | 8            | 39     | 18     | 21     |

G = partite giocate; V = partite vinte; P = partite perse

### Statistiche dei giocatori
| Giocatore    | Campionato | Campionato | Campionato | Campionato | Campionato | Coppa KOVO | Coppa KOVO | Coppa KOVO | Coppa KOVO | Coppa KOVO | Totale | Totale | Totale | Totale | Totale |
| Giocatore    | P          | PT         | AV         | MV         | BV         | P          | PT         | AV         | MV         | BV         | P      | PT     | AV     | MV     | BV     |
| ------------ | ---------- | ---------- | ---------- | ---------- | ---------- | ---------- | ---------- | ---------- | ---------- | ---------- | ------ | ------ | ------ | ------ | ------ |
| Ahn W.j.     | 2          | 0          | 0          | 0          | 0          | 3          | 5          | 3          | 2          | 0          | 5      | 5      | 3      | 2      | 0      |
| Cho G.h.     | 26         | 99         | 74         | 23         | 2          | 1          | 4          | 2          | 2          | 0          | 27     | 103    | 76     | 25     | 2      |
| Gong J.h.    | -          | -          | -          | -          | -          | 1          | 4          | 3          | 1          | 0          | 1      | 4      | 3      | 1      | 0      |
| Gu K.h.      | 20         | 2          | 0          | 0          | 2          | -          | -          | -          | -          | -          | 20     | 2      | 0      | 0      | 2      |
| Ha S.w.      | 36         | 37         | 7          | 23         | 7          | 3          | 3          | 1          | 1          | 1          | 39     | 40     | 8      | 24     | 8      |
| R. Iga       | 33         | 0          | 0          | 0          | 0          | -          | -          | -          | -          | -          | 33     | 0      | 0      | 0      | 0      |
| Jang J.w.    | 15         | 0          | 0          | 0          | 0          | 3          | 0          | 0          | 0          | 0          | 18     | 0      | 0      | 0      | 0      |
| Jeong S.h.   | 0          | 0          | 0          | 0          | 0          | 3          | 3          | 3          | 0          | 0          | 3      | 3      | 3      | 0      | 0      |
| Kang W.s.    | 0          | 0          | 0          | 0          | 0          | 3          | 21         | 18         | 2          | 1          | 3      | 21     | 18     | 2      | 1      |
| Kim C.y.     | 4          | 0          | 0          | 0          | 0          | 3          | 9          | 6          | 2          | 1          | 7      | 9      | 6      | 2      | 1      |
| Kim D.y.     | 27         | 24         | 16         | 0          | 8          | -          | -          | -          | -          | -          | 27     | 24     | 16     | 0      | 8      |
| Kim G.g.     | 16         | 1          | 0          | 1          | 0          | 3          | 0          | 0          | 0          | 0          | 19     | 1      | 0      | 1      | 0      |
| Kim G.h.     | 0          | 0          | 0          | 0          | 0          | -          | -          | -          | -          | -          | 0      | 0      | 0      | 0      | 0      |
| Lee J.s.     | 0          | 0          | 0          | 0          | 0          | 3          | 8          | 6          | 2          | 0          | 3      | 8      | 6      | 2      | 0      |
| Lee S.m.     | 23         | 20         | 19         | 1          | 0          | -          | -          | -          | -          | -          | 23     | 20     | 19     | 1      | 0      |
| Lee T.h.     | 4          | 0          | 0          | 0          | 0          | 3          | 68         | 64         | 2          | 2          | 7      | 68     | 64     | 2      | 2      |
| Lim S.j.     | 36         | 432        | 366        | 36         | 30         | -          | -          | -          | -          | -          | 36     | 432    | 366    | 36     | 30     |
| Park Cha.w.  | 29         | 92         | 46         | 44         | 2          | 3          | 4          | 3          | 1          | 0          | 32     | 96     | 49     | 45     | 2      |
| Park Chu.w.  | 36         | 40         | 31         | 8          | 1          | 2          | 12         | 10         | 2          | 0          | 38     | 52     | 41     | 10     | 1      |
| Seo J.d.     | 36         | 405        | 350        | 36         | 19         | 1          | 3          | 2          | 1          | 0          | 37     | 408    | 352    | 37     | 19     |
| Shin S.h.    | 3          | 1          | 1          | 0          | 0          | -          | -          | -          | -          | -          | 3      | 1      | 1      | 0      | 0      |
| Shin Y.s.    | 36         | 322        | 224        | 81         | 17         | -          | -          | -          | -          | -          | 36     | 322    | 224    | 81     | 17     |
| T. ter Horst | 36         | 726        | 645        | 47         | 34         | -          | -          | -          | -          | -          | 36     | 726    | 645    | 47     | 34     |

P = presenze; PT = punti totali; AV = attacchi vincenti; MV = muri vincenti; BV = battute vincenti